# Waldgeist
Waldgeist est un cheval de course pur-sang anglais né en Angleterre en 2014, entraîné en France par André Fabre et monté par Pierre-Charles Boudot. Il remporte le Prix de l'Arc de Triomphe en 2019, privant ainsi la grande championne Enable d'un triplé historique.

## Carrière de courses

Casaque du Gestüt Ammerland

Né et élevé en Angleterre, Waldgeist accomplit sa carrière sous la casaque de la Gestüt Ammerland, une grand écurie allemande qui en partage la propriété avec le haras Newsells Park Stud et le consortium Coolmore, qui comme souvent est associé sur les produits de son étalon vedette Galileo. Entraîné à Chantilly par André Fabre et monté par Pierre-Charles Boudot, il commence sa carrière en septembre de ses 2 ans dans le prisé Prix de Fontenoy, un maiden qu'il remporte avec sérieux. Favori du Prix de Condé un mois plus tard, il ne peut confirmer ses premiers pas victorieux, terminant troisième. Pourtant, les parieurs lui gardent leur confiance et il s'élance parmi les favoris du Critérium de Saint-Cloud, un statut qu'il justifie en s'imposant devant Best Solution et Capri, deux poulains appelés à faire une belle carrière.  
En 2017, Waldgeist compte parmi les meilleurs espoirs pour la saison classique. Et s'il effectue une rentrée en demi-teinte dans le Prix Greffulhe, sèchement battu par Recoletos, il le confirme dans le Jockey Club, où il échoue du minimum face à Brametot (et devant Recoletos). Envoyé courir l'Irish Derby, il ne peut se mêler à la lutte entre Capri, Cracksman et le Derby-winner Wings of Eagle, montrant ses limites au niveau européen. De fait, il traversera toute son année de 3 ans sans remporter la moindre victoire, pas même en Allemagne, où il est battu en fin d'année dans le Grosser Preis von Bayern.   
Après cette année finalement un peu décevante, Waldgeist est maintenu à l'entraînement, et quand il réapparaît au printemps 2018 dans le Prix d'Harcourt, il ne donne pas l'impression d'avoir progressé. Pourtant, il va enchaîner une série de quatre victoires consécutives, retrouvant le goût de la victoire au niveau groupe 1 dans le Grand Prix de Saint-Cloud. Son très facile succès dans le Prix Foy, en septembre, lui donne une chance régulière dans le Prix de l'Arc de Triomphe, où une certaine Enable tente le doublé. Il y tient remarquablement sa partie, concluant au quatrième rang (devant son vieux compère Capri). Waldgeist embarque ensuite pour le Breeders' Cup Turf, mais ne peut faire mieux que cinquième, à une dizaine de longueurs d'Enable. Enfin en décembre, au bout d'une saison qui aura commencé tôt, il change encore de continent et s'offre une cinquième place, malgré un parcours malheureux, dans le Hong Kong Vase.  
À 5 ans, Waldgeist fait sa rentrée dans un Prix Ganay qu'il écrase de quatre longueurs et demie, devant Study of Man (lauréat du Jockey Club l'année précédente) et Ghaiyyath, qui passe alors pour un phénomène en puissance. Il s'attaque ensuite aux Britanniques dans les Prince of Wales's Stakes, où il ne peut rien contre Crystal Ocean et Magical, puis dans les King George, où il se classe également troisième, derrière Enable et Crystal Ocean. De retour en France, il s'offre très facilement un second Prix Foy, avant une nouvelle participation dans un Prix de l'Arc de Triomphe marqué par la tentative de triplé d'Enable. Il s'y élance dans la peau d'un outsider régulier, théoriquement devancé par deux vieilles connaissances, Enable et Magical, les 3 ans Sottsass et Japan. Mais à l'issue d'un parcours caché, il déboite du dos de la paire Sottsass et Japan, et s'en va cueillir au bout d'un bel effort une Enable partie pour la gloire, mettant fin à son rêve de triplé inédit.   

### Résumé de carrière
| Date         | Hippodrome      | Pays        | Course                                  | Statut      | Distance    | jockey       | Cote        | Place       | Écart       | Vainqueur ou deuxième | Temps       | Gains       |
| 2016, 2 ans  | 2016, 2 ans     | 2016, 2 ans | 2016, 2 ans                             | 2016, 2 ans | 2016, 2 ans | 2016, 2 ans  | 2016, 2 ans | 2016, 2 ans | 2016, 2 ans | 2016, 2 ans           | 2016, 2 ans | 2016, 2 ans |
| ------------ | --------------- | ----------- | --------------------------------------- | ----------- | ----------- | ------------ | ----------- | ----------- | ----------- | --------------------- | ----------- | ----------- |
| 8 septembre  | Chantilly       | France      | Prix de Fontenoy                        | Maiden      | 1 600 m     | P.-C. Boudot | 3,9/1       | 1er / 15    | 2           | Called to The Bar     | 1'42"21     | 13 500 €    |
| 8 octobre    | Chantilly       | France      | Prix de Condé                           | Gr. 3       | 1 800 m     | P.-C. Boudot | 2,3/1       | 3e / 5      | 1/2         | Frankuus              | 1'51"62     | 12 000 €    |
| 30 octobre   | Saint-Cloud     | France      | Critérium de Saint-Cloud                | Gr. 1       | 2 000 m     | P.-C. Boudot | 4,7/1       | 1er / 13    | 1           | Best Solution         | 2'12"73     | 142 850 €   |
| 2017, 3 ans  |                 |             |                                         |             |             |              |             |             |             |                       |             |             |
| 8 mai        | Saint-Cloud     | France      | Prix Greffulhe                          | Gr. 2       | 2 000 m     | P.-C. Boudot | 2/1         | 2e / 5      | 2 ½         | Recoletos             | 2'13"97     | 28 600 €    |
| 4 juin       | Chantilly       | France      | Prix du Jockey-Club                     | Gr. 1       | 2 400 m     | P.-C. Boudot | 8,5         | 2e / 12     | cte tête    | Brametot              | 2'06"51     | 342 900 €   |
| 1er juillet  | The Curragh     | Irlande     | Irish Derby                             | Gr. 1       | 2 400 m     | P.-C. Boudot | 3/1         | 4e / 7      | 2           | Capri                 | 2'35"45     | 60 000 €    |
| 7 octobre    | Ascot           | Royaume-Uni | Cumberland Lodge Stakes                 | Gr. 3       | 2 400 m     | V. Cheminaud | 4/7         | 2e / 9      | enc.        | Danehill Kodiac       | 2'40"02     | 15 067 €    |
| 1er novembre | Munich          | Allemagne   | Grosser Preis von Bayern                | Gr. 1       | 2 400 m     | P.-C. Boudot | 1,9/1       | 4e / 9      | 2           | Guignol               | 2'37"83     | 7 000 €     |
| 2018, 4 ans  |                 |             |                                         |             |             |              |             |             |             |                       |             |             |
| 8 avril      | Longchamp       | France      | Prix d'Harcourt                         | Gr. 2       | 2 000 m     | P.-C. Boudot | 2,1/1       | 5e / 12     | 2 ½         | Air Pilot             | 2'14"58     | 4 550 €     |
| 6 mai        | Longchamp       | France      | Prix d'Hédouville                       | Gr. 3       | 2 400 m     | P.-C. Boudot | 13/5        | 1er / 8     | 1 ½         | Way to Paris          | 2'31"22     | 40 000 €    |
| 3 juin       | Chantilly       | France      | Grand Prix de Chantilly                 | Gr. 2       | 2 400 m     | P.-C. Boudot | 5/2         | 1er / 7     | 3           | Dschingis Secret      | 2'29"49     | 74 100 €    |
| 1er juillet  | Saint-Cloud     | France      | Grand Prix de Saint-Cloud               | Gr. 1       | 2 400 m     | P.-C. Boudot | 4/5         | 1er / 6     | nez         | Coronet               | 2'30"14     | 228 560 €   |
| 16 septembre | Longchamp       | France      | Prix Foy                                | Gr. 2       | 2 400 m     | P.-C. Boudot | Égal.       | 1er / 4     | 2 ½         | Talismanic            | 2'28"70     | 74 100 €    |
| 7 octobre    | Longchamp       | France      | Prix de l'Arc de Triomphe               | Gr. 1       | 2 400 m     | P.-C. Boudot | 6/1         | 4e / 19     | 1 ¾         | Enable                | 2'29"24     | 285 500 €   |
| 3 novembre   | Gulfstream Park | États-Unis  | Breeders' Cup Turf                      | Gr. 1       | 2 400 m     | P.-C. Boudot | 9/2         | 5e / 13     | 13 ½        | Enable                | 2'32"65     | 100 058 €   |
| 9 décembre   | Sha Tin         | Hong Kong   | Hong Kong Vase                          | Gr. 1       | 2 400 m     | P.-C. Boudot | 2,9/1       | 5e / 14     | 4 ½         | Exultant              | 2'26"56     | 74 690 €    |
| 2019, 5 ans  |                 |             |                                         |             |             |              |             |             |             |                       |             |             |
| 28 avril     | Longchamp       | France      | Prix Ganay                              | Gr. 1       | 2 100 m     | P.-C. Boudot | 17/5        | 1er         | 4 ½         | Study of Man          | 2'09"07     | 171 420 €   |
| 19 juin      | Ascot           | Royaume-Uni | Prince of Wales's Stakes                | Gr. 1       | 2 000 m     | P.-C. Boudot | 4/1         | 3e / 8      | 4 ½         | Crystal Ocean         | 2'10"25     | 90 218 €    |
| 27 juillet   | Ascot           | Royaume-Uni | King George VI & Queen Elizabeth Stakes | Gr. 1       | 2 400 m     | P.-C. Boudot | 12/1        | 3e / 11     | 2           | Enable                | 2'32"42     | 150 363 €   |
| 15 septembre | Longchamp       | France      | Prix Foy                                | Gr. 2       | 2 400 m     | P.-C. Boudot | 2/5         | 1er / 4     | 2           | Way to Paris          | 2'27''60    | 74 100 €    |
| 6 octobre    | Longchamp       | France      | Prix de l'Arc de Triomphe               | Gr. 1       | 2 400 m     | P.-C. Boudot | 13,1/1      | 1er / 19    | 1 ¾         | Enable                | 2'31"97     | 2 857 000 € |

## Au haras
Waldgeist commence sa carrière d'étalon à Ballylinch Stud, en Irlande, à 17 500 € la saillie.

## Origines
Waldgeist est le deuxième Arc-winner de Galileo, après Found en 2016. Cette année-là, les rejetons du meilleur étalon au monde avaient accaparé le podium, une première. Dans l'Arc de Waldgeist, ce sont les cinq premiers qui se réclament de lui, comme père ou grand-père. 
Côté maternel, Waldgeist appartient à une très riche famille allemande. On peut en tracer la descendance à partir de la troisième mère, Wurtfaube, sans donner le palmarès exhaustif de chacun : 
- Wurtfaube : lauréate de plusieurs courses de groupe dont le Deutsches St. Leger (Gr.2) et le Gerling-Preis (Gr.2), et deuxième dans le Deutschland Preis (Gr.1). Elle est la mère de :
  - Waldpark (Dubawi) : Derby Allemand
  - Waldvogel (Polish Precedent) : 2e Betty Barclay-Rennen (Gr.3). 3e Deutsches St. Leger (Gr.3)
  - Waldjagd (Observatory) : 2e Diana Trial (Gr.2).
  - Waldbeere (Observatory), mère de :
    - Wiesenpfad (Waky Nao) : Grosser Preis der Landeshauptstadt Dusseldorf (Gr.3), Hessen-Pokal (Gr.3), Preis der Sparkassen Finanzgrupp (Gr.3), Badener Meile (Gr.3), Grosser Preis der Dortmunder Wirtschaft (Gr.3).
    - Waldpfad (Shamardal) : Sparkasse Holstein-Cup (Gr.3). 2ème Grosser Preis der Landeshauptstadt Dresden (Gr.3).
    - Waldtraut (Oasis Dream) : 3ème Preis der Diana, German 1000 Guineas (Gr.2).

  - Waldmark (Mark of Esteem) : : 2e Falmouth Stakes. Mère de :
    - Masked Marvel (Montjeu) : St Leger. 3e Coronation Cup.
    - Bright Beacon (Manduro), mère de : 
      - Al Dabaran (Dubawi) : 2e Prix de Condé (Gr.3). 3e Queen's Vase (Gr.2).

    - Waldreche (Monsun), lauréate d'un Prix Vanteaux (Gr.3), mère de :
      - Waldlied (New Approach) : Prix de Malleret (Gr.2). 2e Prix de Royaumont (Gr.3)
      - Waldkonig (Kingman) : Gordon Richards Stakes (Gr.3)
      - Waldgeist.

### Pedigree
| Origines de Waldgeist (GB), mâle alezan né en 2014 | Origines de Waldgeist (GB), mâle alezan né en 2014 | Origines de Waldgeist (GB), mâle alezan né en 2014 | Origines de Waldgeist (GB), mâle alezan né en 2014 |
| -------------------------------------------------- | -------------------------------------------------- | -------------------------------------------------- | -------------------------------------------------- |
| Père Galileo 1998                                  | Sadler's Wells 1981                                | Northern Dancer                                    | Nearctic                                           |
| Père Galileo 1998                                  | Sadler's Wells 1981                                | Northern Dancer                                    | Natalma                                            |
| Père Galileo 1998                                  | Sadler's Wells 1981                                | Fairy Bridge                                       | Bold Reason                                        |
| Père Galileo 1998                                  | Sadler's Wells 1981                                | Fairy Bridge                                       | Special                                            |
| Père Galileo 1998                                  | Urban Sea 1989                                     | Miswaki                                            | Mr. Prospector                                     |
| Père Galileo 1998                                  | Urban Sea 1989                                     | Miswaki                                            | Hopespringseternal                                 |
| Père Galileo 1998                                  | Urban Sea 1989                                     | Allegretta                                         | Lombard                                            |
| Père Galileo 1998                                  | Urban Sea 1989                                     | Allegretta                                         | Anatevka                                           |
| Mère Waldlerche 2009                               | Monsun 1990                                        | Konigsstühl                                        | Dschingis Khan                                     |
| Mère Waldlerche 2009                               | Monsun 1990                                        | Konigsstühl                                        | Konigskrönung                                      |
| Mère Waldlerche 2009                               | Monsun 1990                                        | Mosella                                            | Surumu                                             |
| Mère Waldlerche 2009                               | Monsun 1990                                        | Mosella                                            | Monasia                                            |
| Mère Waldlerche 2009                               | Waldmark 2000                                      | Mark of Esteem                                     | Darshaan                                           |
| Mère Waldlerche 2009                               | Waldmark 2000                                      | Mark of Esteem                                     | Homage                                             |
| Mère Waldlerche 2009                               | Waldmark 2000                                      | Wurftaube                                          | Acatenango                                         |
| Mère Waldlerche 2009                               | Waldmark 2000                                      | Wurftaube                                          | Würfbahn (famille 5-h)                             |